# Meleoma kennethi
Meleoma kennethi is een insect uit de familie van de gaasvliegen (Chrysopidae), die tot de orde netvleugeligen (Neuroptera) behoort. 
Meleoma kennethi is voor het eerst wetenschappelijk beschreven door Tauber in 1969.